# Fundamentalism
|  | Ikke at forveksle med Fundamentalisme |
Fundamentalism er en monumental bronzeskulptur af Jens Galschiøt. Den er en central del af projektet 'Abrahams Børn' der fokuserer på religiøs fundamentalisme og forsøger at etablere dialog mellem religioner. 
Skulpturen består af bogstaverne F.U.N.D.A.M.E.N.T.A.L.I.S.M. Hver enkelt bogstav er 2,5 meter højt og er lavet af modeller af religiøse bøger fra de monoteistiske religioner (Toraer, Bibler og Koraner). De opstilles i en lukket cirkel med en diameter på ni meter. Skulpturen er færdig til udstilling den 17. januar 2015.

## Beskrivelse af skulpturinstallationen
Skulpturen består af over 8.000 bronzebøger, som er stablet oven på hinanden, så de danner 14 kæmpebogstaver, der danner ordet F.U.N.D.A.M.E.N.T.A.L.I.S.M.
Fem af bogstaverne er opbygget af Koraner, fem af Bibler, og fire af Toraer.
Kunstneren har ikke brugt rigtige religiøse bøger, men har modeleret dem i ler, fremstillet dem i voks og støbt dem i bronze. Bøgerne er i alle størrelser og former. De er stablet uregelmæssigt, så skulpturen fremstår lidt vakkelvorn.
Bogstaverne  er placeret på en 90 cm høj stålsokkel der danner en ring på 9 diameter. På soklens ydersiden og inderside, direkte under de enkelte bogstaver, projicerer 28 fladskærme kontinuerligt citater, fra de tre religioners helligste skrifter. Dels på det religiøse skrifts originalsprog og dels på dansk (eller på udstillingslandets lokale sprog).
På skulpturens yderside projiceres de ’lyse’ citater som udtrykker en human holdning til emner som forsoning, tilgivelse, kvinders rettigheder, omsorg for de svage, kærlighed m.m. 
På indersiden af cirklen projiceres de ’mørke’ citater som udtrykker en inhuman holdning, f.eks. ’øje for øje og tand for tand’, afstraffelse, forfølgelse og intolerance. 
Der er kun én indgang ind i cirklen: gennem det bogstav over hvilket der står 'Velkommen'. Men man kan kun komme ud af den samme åbning, nu under et skilt med teksten 'NO EXIT'.
Dimensionerne af statuen: Størrelse: Højde 3,40 meter, diameter 9 meter.

## Udstillinger
Skulpturen havde sin åbnings udstilling på Kunstcenter Silkeborg Bad den 17. januar 2015. Skulpturen var udstillet på Silkeborg Bad i 3 måneder, hvor Silkeborg Bads besøgstal fordoblede i tre måneder. De havde i løbet af de 3 måneder, som udstillingen varede, 13.500 besøgende på udstillingen. 
Skulpturen har været udstillet ved Københavns rådhus fra d. 26 april 2016 til d. 8 maj 2016. Det var første gang, at skulpturen blev udstillet i det offentlige rum. Udstillingen var arrangeret i forbindelse med festivalen Himmelske dage, som bliver afholdt i København. 
Skulpturen har endvidere været udstillet i Varde, hvor den var udstillet på Varde torv fra d. 13 august 2016 til d. 10 november 2016. Endvidere var der opstillet 9 mini udgaver af skulpturen udstillet forskellige steder i Varde. Endvidere foregik der forskellige arrangementer i Varde, mens skulpturen var opstillet. Der var bl.a. arrangeret fællesspisning, teaterforestillinger, rundvisninger, film visninger, oplæg ved hovedværket og debatarrangementer.  
Ifølge kunstneren Jens Galschiøt er der en udstilling planlagt i Europa parlamentet i samarbejde med det konservative medlem af Europa-parlamentet Bendt Bendtsen. Udstillingen var støttet af EU-politikere fra syv forskellige lande. Dog har udstillingen været forhindret af, at parlamentets præsidium har sagt nej til at udstille skulpturen, da de ifølge Der Speigel har dårlig erfaring med udstillinger med følsomt indhold. 

## Symbolik
Ifølge Jens Galschiøt er ideen at provokere:
- Det afgørende i religion er ikke ordlyden i de hellige bøger, men snarere hvordan de fortolkes og af hvem.
- Alle religioner indeholder modstridende tekster og kan bruges til at retfærdiggøre både de mest brutale samfund og de mest humane samfund
- Mange mennesker bliver fanget af de smukke citater, men ender med at købe hele pakken og må underkaste sig de mindre smukke
- Du skal bryde reglen (pladen 'NO EXIT') for at nå ud af den onde cirkel, der symboliserer, at når du først er kommet ind i en fundamentalistisk fortolkning af religion, er det svært at komme ud, fordi exit ville være en forbrydelse mod 'Guds regler'.[23][24]